# AMC (televizní stanice)
AMC je americká komerční kabelová a satelitní televizní stanice, která vysílá převážně klasické hrané filmy, v omezené míře i původní pořady. Vysílat začala v roce 1984 pod názvem American Movie Classics. V srpnu 2013 mělo stanici AMC předplacenou 97 699 000 amerických domácností, to je 85,55 %. Mezi známější a úspěšnější projekty patří například seriály Šílenci z Manhattanu, Perníkový táta nebo Živí mrtví.